# لي أندرسون
لي أندرسون (بالإنجليزية: Lee Anderson)‏ (17 يوليو 1889 بديرينغ في الولايات المتحدة - 5 مايو 1946 بنيويورك في الولايات المتحدة) هو ملاكم أمريكي، صنّف ضمن فئة الوزن الثقيل الخفيف ‏.

## إحصائيات
خاض خلال مسيرته 88 نزالا، فاز في 38 وتعادل في 14 وخسر في 36. فاز بالضربة القاضية في 15 نزالا.